# Boris Rosenfeld
Pour les articles homonymes, voir Rosenfeld.
Boris Abramovich Rosenfeld ou Rozenfeld (en russe : Борис Абрамович Розенфельд , translittération scientifique Boris Abramovič Rozenfel'd), né le 30 août 1917 à Petrograd et mort le 5 avril 2008, est un mathématicien et un historien des mathématiques russe. 

## Formation et carrière
Rosenfeld étudie à l'Université Lomonosov d'où il est diplômé en 1939. En 1942, il reçoit son doctorat, puis son habilitation en 1947, tous deux à l'Université Lomonosov, sous la direction de Petr Konstantinovich Rashevskii. En 1950, il est devenu professeur à Bakou. En 1955, il se retrouve dans diverses universités de Moscou et, depuis 1964, à l'Institut d'histoire des sciences et de la technologie de l'Académie des sciences de l'URSS. Plus récemment, il est au State College en Pennsylvanie . 
Rosenfeld maîtrise l'arabe et d'autres langues orientales et il est reconnu comme un expert en mathématiques médiévales. Il a publié les manuscrits de divers érudits arabes et orientaux, tels que Al-Khwârizmî et Al-Kashi (Key to Arithmetic, 1956). Il a également traité de l'histoire de la géométrie non euclidienne et de la géométrie des algèbres de Jordan et des groupes de Lie . 
Rosenfeld a supervisé plus de 70 étudiants en doctorat. 
Il est membre correspondant de l'Académie internationale d'histoire des sciences (depuis 1971) et de l'Académie des sciences de Barcelone.

## Publications
- avec M. Akivis: Elie Cartan. AMS 1993
- Géométrie des groupes de Lie. Kluwer 1997
- avec Ekmeleddin İhsanoğlu: Mathematicians, Astronomers, and Other Scholars of Islamic Civilization and their Works (VIIe – XIXe siècles). Centre de recherche sur l’histoire, l’art et la culture islamiques, Istanbul 2003,
- avec Boris Laptev, AI Markuschewitsch : Mathématiques du XIXe siècle. Géométrie, théorie des fonctions analytiques. Birkhäuser 1996 (russe 1981)
- Une histoire de la géométrie non-euclidienne. Springer 1988
- avec Adolf P. Youschkevitch : La mathématique des pays de l'Est au Moyen Age. Dans: Beiträge zur Naturwissenschaft. Berlin 1960, pages 62-160.
- Il a rédigé 12 des articles de l'Encyclopaedia of the History of Science, Technology, and Medicine in Non-Western Cultures.
- (en) Boris Rosenfeld, « Lobachevsky, Nikolai Ivanovich », dans Complete Dictionary of Scientific Biography, vol. 8, Détroit, éditions Scribner, 2008 (ISBN 978-0-684-31559-1, lire en ligne), p. 428-435